# Morsalines
Morsalines – miejscowość i dawna gmina we Francji, w regionie Normandia, w departamencie Manche. W 2013 roku populacja ówczesnej gminy wynosiła 203 mieszkańców. 
Dnia 1 stycznia 2019 roku połączono dwie wcześniejsze gminy: Morsalines oraz Quettehou. Siedzibą gminy została miejscowość Quettehou, a nowa gmina przyjęła jej nazwę. 